# Gateway, Arkansas
Gateway är en ort i Benton County i delstaten Arkansas, USA.